# Halo-effect
Een halo-effect ('halo' is Engels voor aureool) is de neiging om een persoon (of organisatie, product, etc.) positief te beoordelen, gebaseerd op één positief aspect. Met andere woorden: het verschijnsel dat de aanwezigheid van een bepaalde positieve kwaliteit bij de waargenomen persoon de suggestie wekt dat andere positieve kwaliteiten ook aanwezig zullen zijn.
Bijvoorbeeld: een docent geeft wiskunde en natuurkunde. Een bepaalde student heeft een zeer goed examen wiskunde afgelegd. Wanneer diezelfde student bij het examen natuurkunde een fout maakt, denkt de docent onbewust en automatisch dat het een vergissing is en de student wel beter weet, terwijl bij een andere student het antwoord als fout zal worden ervaren.
Dit verschijnsel werd geformuleerd door de psycholoog Edward Thorndike in 1920. 
Het tegenovergestelde van het halo-effect wordt het horn-effect genoemd.